# Villa Paul-Verlaine
La villa Paul-Verlaine est une voie du 19e arrondissement de Paris, en France.

## Situation et accès
La villa Paul-Verlaine est une voie publique située dans le 19e arrondissement de Paris. Elle débute au 9-13, rue Miguel-Hidalgo et se termine en impasse.
Elle fait partie du quartier de la Mouzaïa.
Elle est desservie par la ligne de métro 7 bis à la station Danube.

## Origine du nom
Elle porte le nom du poète français Paul Verlaine (1844-1896).

## Historique
Autorisée par un arrêté du 15 mai 1925, cette voie est ouverte, sous sa dénomination actuelle, en 1926 dans un lotissement appartenant à M. Frémont.

## Bâtiments remarquables et lieux de mémoire
Le journaliste Maurice Hamel fit construire, en 1925, un chalet qu'il baptisa « Chalet Comœdia », du nom du journal Comœdia.